# Ester Rachel Kamińska
Ester Rachel Kamińska ( yídish: אסתּר־רחל קאַמינסקאַ ) ; de soltera Ester Rokhl Halpern ( Porazava , 10 de marzo de 1870 - Varsovia , 25 de diciembre de 1925) fue una actriz judía polaca, conocida como la madre del Teatro yiddish y la actriz judía más importante de su generación.

## Biografía
Nació en Porazava, hija de Szymon Halpern, un cantor de sinagoga. En su juventud se mudó a Varsovia, donde trabajó en fábricas de cigarrillos, cintas y sombreros. En 1892 debutó en el escenario del teatro Eldorado de Varsovia. A partir de 1893 actuó con el grupo de teatro de su futuro marido, Avrom Yitshok Kamiński (Abraham Isaac Kamiński) .
Ganó fama como la estrella de una serie de compañías de teatro yiddish dirigidas por su marido, de gira por las ciudades y pequeños pueblos del Imperio Ruso desde aproximadamente 1893 hasta 1905. En Varsovia, en 1907 juntos fundaron Literary Troupe (Literarishe trupe), la primera compañía de teatro judío que se dedicó a un repertorio 'literario' o 'artístico'.

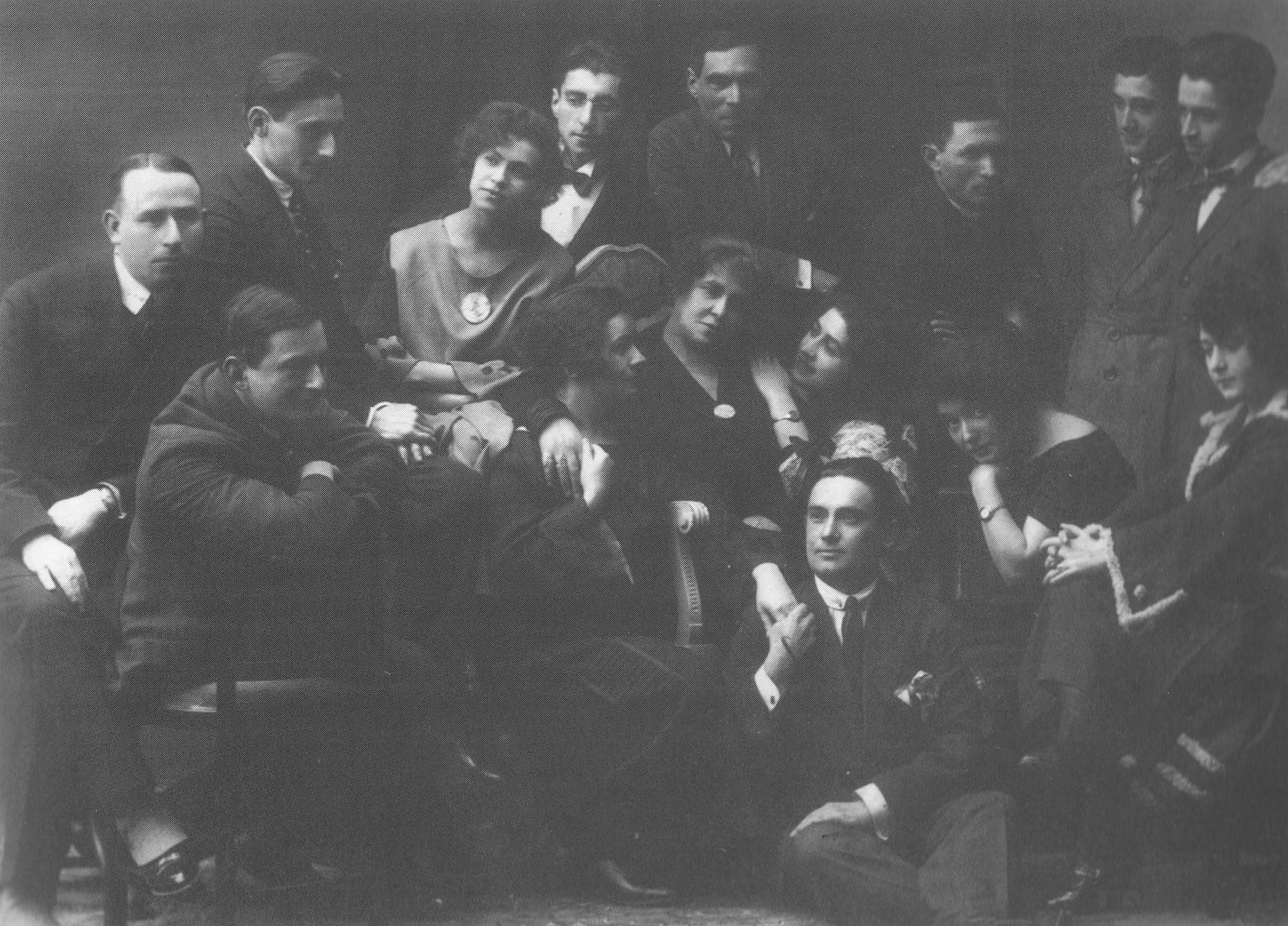
Kamińska (en el centro) junto a un grupo de actores en una obra teatral en Vilna (1923)

Fue la madre de Ida Kamińska (1899-1980), la conocida actriz de teatro y cine, cofundadora del Teatro de Arte Yiddish de Varsovia en la década de 1920 y, en 1946, después de la Segunda Guerra Mundial, actuó en los teatros yiddish restablecidos en Polonia. Hoy, el Teatro Judío de Varsovia lleva el nombre de las dos actrices.
Está enterrada en el callejón principal del cementerio judío de la calle Okopowa en Varsovia.

## Filmografía
- 1912: Mirełe Efros – como Mirełe Efros
- 1913: Nieznajomy
- 1914: Ubój
- 1914: Macocha
- 1924: Ślubowanie – como Pani Kronberg